# Vezo

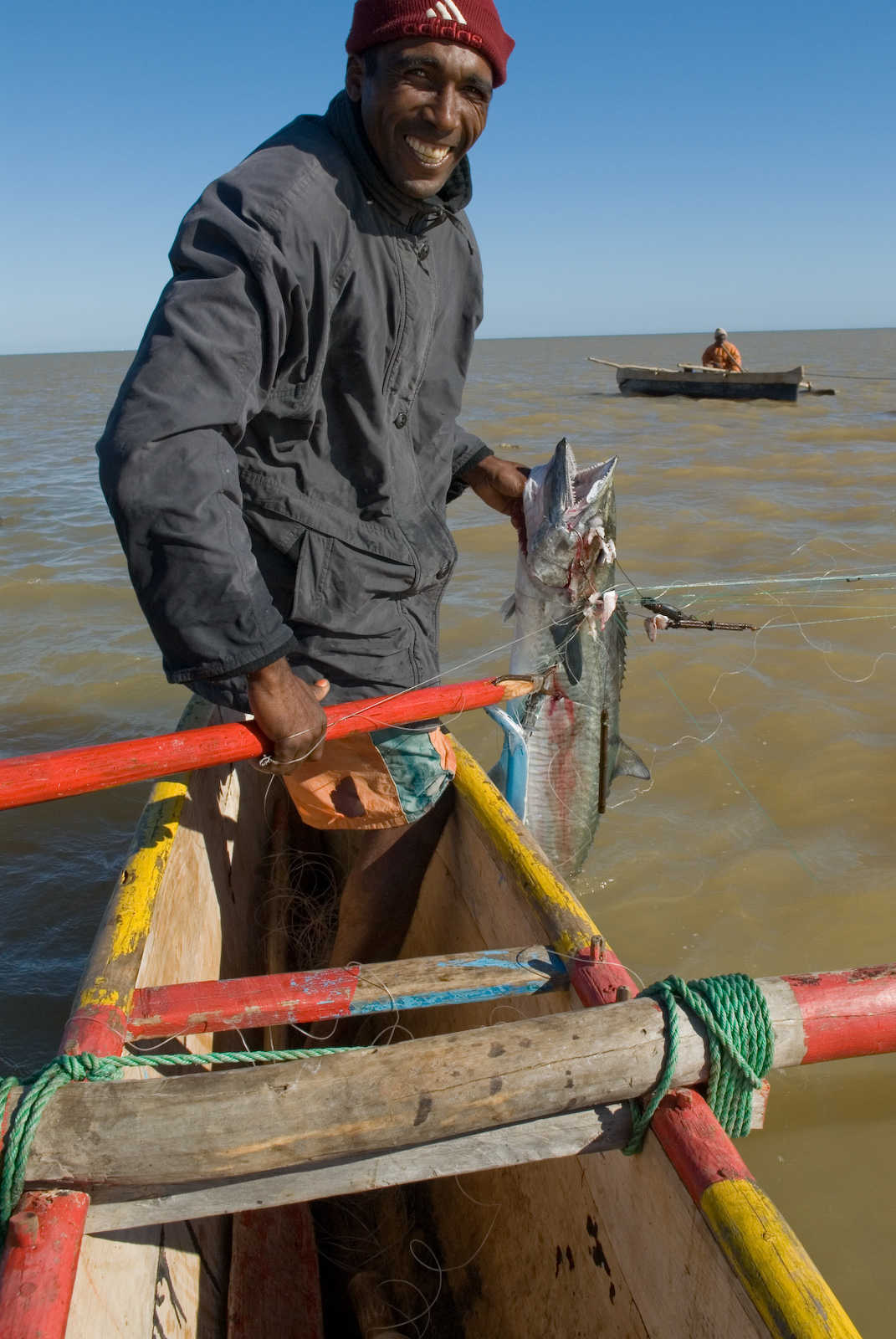
Pescatore Vezo

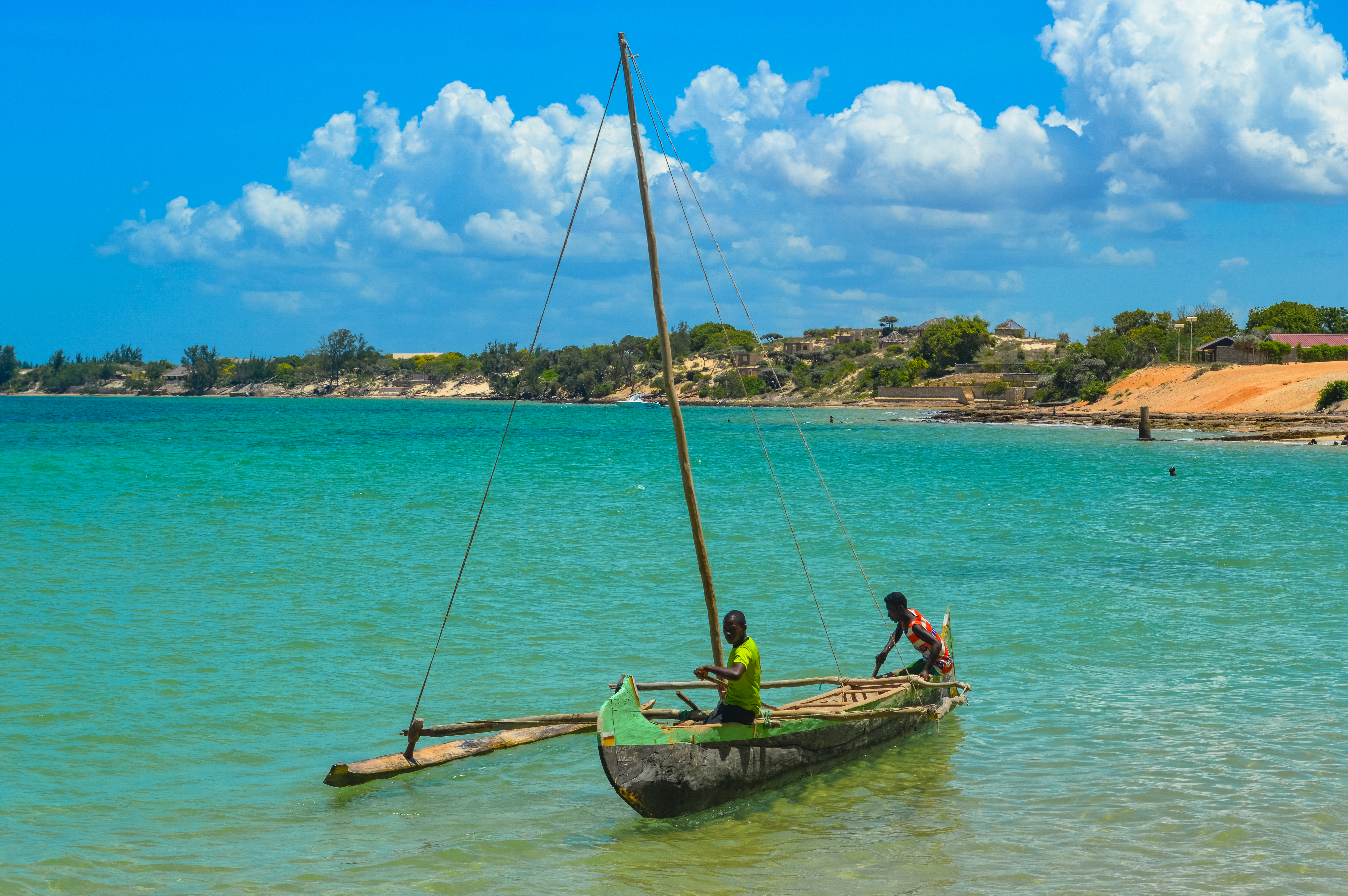
Piroga Vezo

Il Vezo (pronunciato "Vezu") è un popolo di origini asiatiche presente nel sudovest del Madagascar, su un territorio costiero che va approssimativamente da Anakao (50 km circa a sud di Toliara) fino a Morondava (400 km a nord).
Sono abilissimi pescatori, e con le loro piroghe inseguono i banchi di pesci in mare aperto anche per molti giorni. Quando si trovano a dover passare la notte in mare, si "accampano" usando le vele per montare rudimentali tende; per via di questa usanza sono detti "nomadi del mare". Le loro tombe tradizionali sono decorate con sculture erotiche.